# کلئوپاترا ائورودیکه
ائورودیکه (به یونانی: Ευρυδίκη) با نام اصلی کلئوپاترا (به یونانی: Κλεοπάτρα) بزرگ‌زاده‌ای مقدونی در نیمهٔ سدهٔ چهارم پیش از میلاد بود. او برادرزادهٔ آتالوس و آخرین همسر از میان هفت همسر فیلیپ دوم مقدونی بود.

## زندگی
کلئوپاترا دوشیزه‌ای بود که در سال ۳۳۸ یا ۳۳۷ پیش از میلاد با فیلیپ دوم مقدونی ازدواج کرد و در کسوت همسر فیلیپ، نام «ائورودیکه» را بر او نهادند. اگرچه فیلیپ به جز المپیاس، مادر اسکندر کبیر، چندین همسر دیگر نیز داشت اما ازدواجش با کلئوپاترا عمیقاً المپیاس را برآشفت و موقعیت اسکندر را به عنوان وارث تاج و تخت متزلزل ساخت.
ژوستین و ساتوروس هر دو بر این باورند که کلئوپاترا ائورودیکه دو فرزند از فیلیپ به دنیا آورد: دختری به نام ائوروپا و پسری به نام کارانوس.
پس از قتل فیلیپ، ائوروپا و کارانوس را المپیاس به قتل رساند و در نتیجه این اقدام کلئوپاترا ائورودیکه خودکشی کرد. پیتر گرین، مورخ بریتانیایی، عمیقاً بر این باور است که اسکندر دستور قتل کارانوس را صادر کرده اما قتل ائوروپا و کلئوپاترا حاصل کینه‌جویی المپیاس بوده‌است.